# 埃格施特克峰
46°57′38″N 8°58′00″E / 46.96049°N 8.96679°E

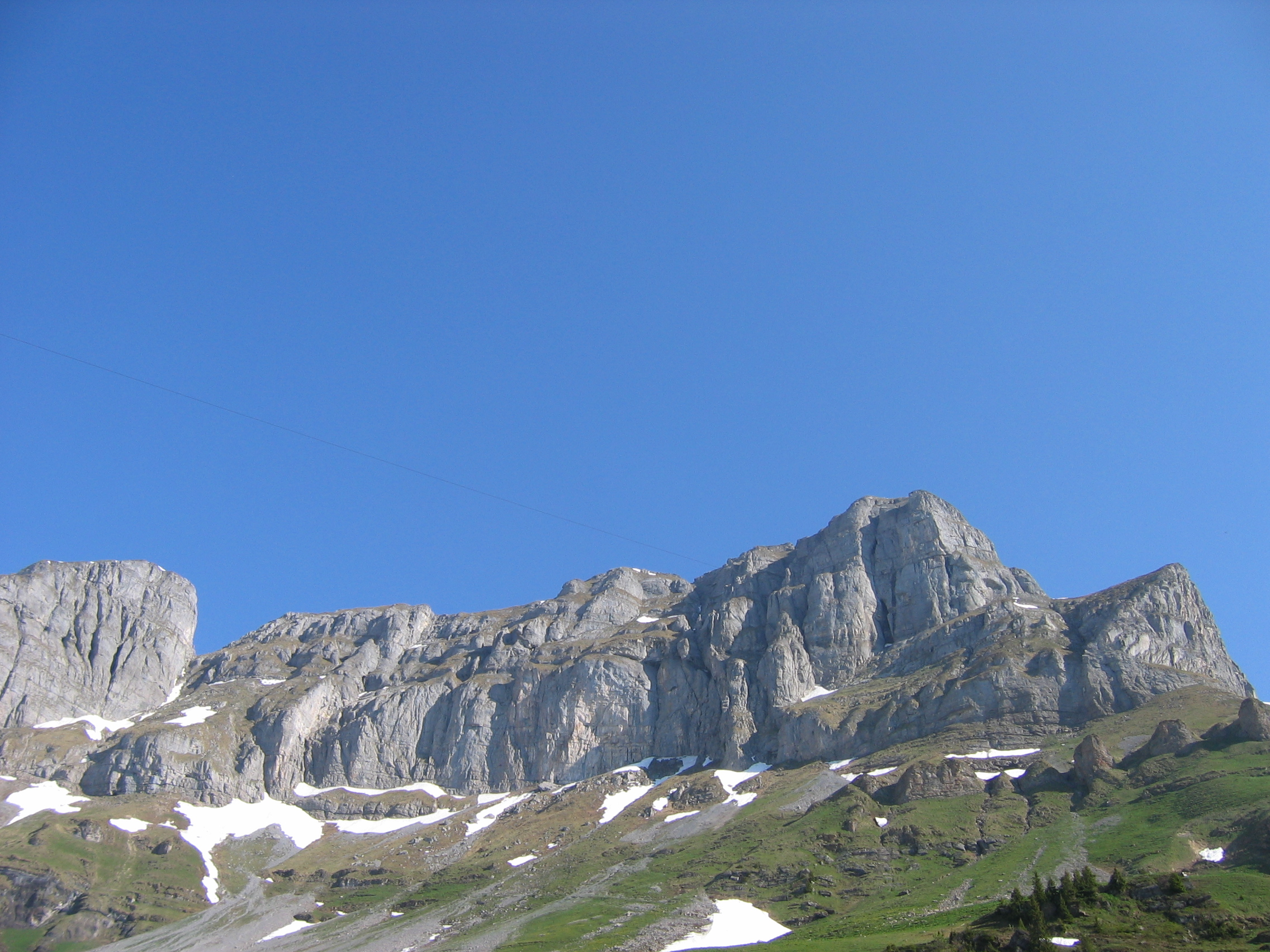

埃格施特克峰（Eggstock），是瑞士的山峰，位於該國中東部，處於格勞賓登州和施維茨州接壤的邊界，屬於格拉魯斯山的一部分，海拔高度2,455米。